# UFC 76
UFC 76: Knockout fue un evento de artes marciales mixtas celebrado por Ultimate Fighting Championship el 22 de septiembre de 2007 en el Honda Center, en Anaheim, California, Estados Unidos.

## Historia
Aunque el evento fue subtitulado como Knockout, la tarjeta no produjo ningún nocaut.

## Resultados

### Tarjeta preliminar
- Peso ligero: Matt Wiman vs. Michihiro Omigawa

Wiman derrotó a Omigawa vía decisión unánime (30–27, 29–28, 29–28).
- Peso pesado: Christian Wellisch vs. Scott Junk

Wellisch derrotó a Junk vía sumisión (heel hook) en el 3:19 de la 1ª ronda.
- Peso ligero: Jeremy Stephens vs. Diego Saraiva

Stephens derrotó a Saraiva vía decisión unánime (30–27, 30–27, 30–27).
- Pelea de (177 lbs): Rich Clementi vs. Anthony Johnson

Clementi derrotó a Johnson vía sumisión (rear naked choke) en el 3:05 de la 2ª ronda.

### Tarjeta principal
- Peso ligero: Tyson Griffin vs. Thiago Tavares

Griffin derrotó a Tavares vía decisión unánime (29–28, 30–27, 29–28).
- Peso semipesado: Lyoto Machida vs. Kazuhiro Nakamura

Machida derrotó a Nakamura vía decisión unánime (30–27, 30–27, 30–27). Después de la pelea, Nakamura fallo el test de antidrogas, y dio positivo por marihuana.
- Peso wélter: Diego Sánchez vs. Jon Fitch

Fitch derrotó a Sánchez vía decisión dividida (30–27, 28–29, 29–28).
- Peso semipesado: Forrest Griffin vs. Mauricio Rua

Griffin derrotó a Rua va sumisión  (rear naked choke) en el 4:45 de la 3ª ronda.
- Peso semipesado: Chuck Liddell vs. Keith Jardine

Jardine derrotó a Liddell vía decisión dividida (29–28, 29–28, 28–29).

## Premios extra
Cada peleador recibió un bono de $40,000.
- Pelea de la Noche: Tyson Griffin vs. Thiago Tavares[2]
- KO de la Noche:
- Sumisión de la Noche: Forrest Griffin[2]